# ناحیه نارک
ناحیهٔ نارَک (به تاجیکی: Ноҳияи Носири Норак) یکی از ناحیه‌های اداری ولایت ختلان است که در جنوب غربی کشور تاجیکستان جای دارد

## حکومت
سرور ناحیهٔ نارک، رئیس حکومت آن است که توسط رئیس جمهور تاجیکستان برگزیده می‌شود، نهاد قانونگذاری ناحیهٔ نارک، مجلس نمایندگان خلق می‌باشد که توسط رأی‌دهندگان این ناحیه برای ۵ سال انتخاب می‌شوند.

## تقسیمات
جماعت‌های این ناحیه بشرح زیر است:
| بخش‌های ناحیهٔ نارک |       |
| جماعت (بخش)       | جمعیت |
| نارک              |       |
| دوکانی            |       |
| پل سنگین          |       |